# Termitorioxa bicalcaratus
Termitorioxa bicalcaratus är en tvåvingeart som först beskrevs av Erich Martin Hering 1944.  Termitorioxa bicalcaratus ingår i släktet Termitorioxa och familjen borrflugor. Inga underarter finns listade i Catalogue of Life.